# Берк (каньон)
Берк — каньон, сформированный ручьём Берк-Каньон, протекающим через самую северную часть округа Шошоне, штат Айдахо, США, в северо-восточной части Серебряной долины.
Каньон Берк был центром горнодобывающей промышленности в конце XIX и XX веках, сейчас представляет собой несколько городов-призраков и остатков бывших поселений вдоль шоссе 4 штата Айдахо, которое проходит через него на северо-восток к границе с Монтаной.
Каньон получил своё название от города Берк. Поселенцы прибыли сюда в 1884 году после того как в шахтах по всей территории каньона были обнаружены месторождения серебра, свинца и цинка. В период с 1886 по 1890 год в каньоне возникло множество шахтёрских поселений. Во многих общинах каньона случались многочисленные трудовые конфликты, в частности, забастовка рабочих Кёр-д'Ален 1892 года и трудовая конфронтация в Кёр-д'Аллен в 1899 году, которая привела к ожесточённому конфликту между шахтёрами и владельцами шахт.
Население городов каньона сократилось в конце XX века из-за ряда стихийных бедствий и закрытия шахт. Последняя действующая шахта в каньоне была закрыта в 1991 году, в результате чего большинство поселений остались без населения. Агентство по охране окружающей среды включило каньон Берк в список объектов Суперфонда бассейна реки Кёр-д'Ален из-за загрязнения ручья Берк-Каньон твёрдыми металлами и отходами.

## История
Первоначально золото было обнаружено в начале 1860-х годов в горах к северу от бассейна реки Снейк, что вызвало большой приток старателей.  Впоследствии были обнаружены серебро, медь и другие полезные ископаемые. Айдахо переживал один подъём за другим, и шахтёрские города возникали за одну ночь, процветали, а затем исчезали, когда шахтёры уезжали навстречу новому всплеску активности. В 1884 году горняки обнаружили значительные запасы серебра, цинка и свинца на руднике «Тайгер» в каньоне Берк. Шахта «Тайгер» была продана судну SS Glidden за 35 000 долларов. 
В 1887 году Глидден начал строительство железной дороги шириной три фута для транспортировки каменной руды из рудника Тайгер. Между тем, накопление 45 тонн руды из различных шахт каньона, что привело к созданию железной дороги Каньон-Крик, которая осуществила первую поставку в Уоллис 12 декабря 1887 года.  Строительство железной дороги совпало с появлением города Берк, в честь которого и назван каньон. Берк был крупнейшим шахтёрским поселением в каньоне, максимальная численность населения составляла 1400 человек в 1910 году. Посёлок Джем, расположенный к югу от Берка, был основан в 1886 году. И Джем, и Берк привлекали различных шахтеров, а также большое количество шведских иммигрантов. 
К 1903 году каньон Берк был самым развитым горнодобывающим регионом в горах Кер-д'Ален и был местом расположения семи приносящих дивиденды рудников: Gem of the Mountains, Frisco, Mammoth, Standard, Hecla, Tiger-Poorman и Hercules . 

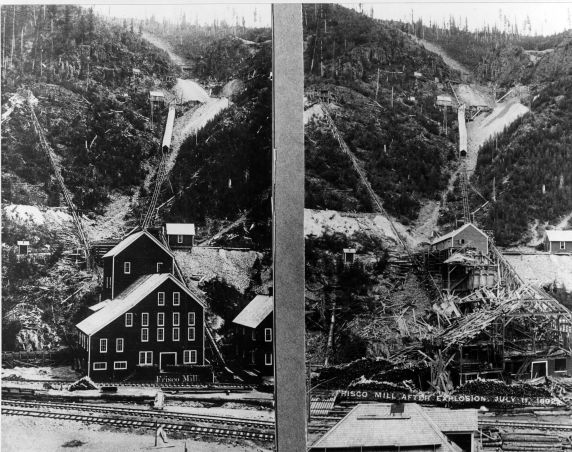
Завод Фриско до и после взрыва 11 июля 1892 года

10 июля 1892 года шахтёры объявили забастовку, которая переросла в перестрелку между членами профсоюза шахтеров и охранниками компании . Первые выстрелы прозвучали на шахте Фриско ранним утром 11 июля. В результате стрельбы на фабрике Frisco Mill загорелся запас динамита, в результате чего произошёл взрыв четырехэтажного здания фабрики и погибли шесть человек. Насилие вскоре перекинулось на общину Джем. Оттуда профсоюз шахтеров, успешно остановивший шахты Фриско и Джем, направился на запад, в горнодобывающий комплекс Банкер-Хилл недалеко от Уорднера, и также закрыл это предприятие. В этот район были направлены Национальная гвардия Айдахо и федеральные войска.   Инцидент стал первым ожесточённым столкновением между рабочими шахт и их владельцами.  Военные действия снова вспыхнули на объекте Банкер-Хилл в 1899 году.  В обоих спорах обсуждались вопросы оплаты труда, продолжительности рабочего времени, права шахтёров на членство в профсоюзе, а также использование владельцами шахт информаторов и тайных агентов .  На насилие, совершённое профсоюзом шахтёров, в 1892 и 1899 годах последовал жестокий ответ.
Каньон Берк также стал местом нескольких стихийных бедствий. В XX веке в каньоне сошло две крупных лавины : одна 4 февраля 1890 года, в результате которой погибли три человека; и другая в феврале 1910 года, в результате которой были погибли двадцать пять человек.  В дни после схода лавины в феврале 1910 года снег и камни продолжали смещаться со стен каньона, нанося дополнительный ущерб городам Берк и Мейс и вызывая многочисленные смерти.  В августе того же года Великий пожар 1910 года нанёс еще больший ущерб общинам каньона.  Три года спустя, в мае 1913 года, общины пострадали от сильных дождей, которые привели к значительным наводнениям. 
Северная Тихоокеанская железная дорога рассматривала возможность прекращения движения поездов через каньон после того, как депо было повреждено в результате пожара в июле 1923 года.  Железнодорожники также назвали причиной закрытия линии возросший автомобильный трафик.  К 1939 году железная дорога до Берка была официально закрыта, а пути разобраны. 
К концу XX века добыча полезных ископаемых в каньоне Берк значительно замедлилась. Шахта Хекла в Берке официально прекратила работу 30 июня 1983 года из-за низких цен на металл.  Последняя шахта в Берке официально закрылась в 1991 году, а сам город и несколько близлежащих поселений превратились в города-призраки .   Примерно в 2010 году компания Hecla Mining Company изучала потенциал разработки дополнительных месторождений ресурсов на руднике Стар. По состоянию на декабрь 2012 года компания Hecla инвестировала 7 миллионов долларов в реабилитацию и разведку, а опубликованные оценки указывают на потенциальную возможность извлечения более 25 миллионов унций серебра на этом участке, а также на наличие значительных залежей цинка и свинца. 